# الحمراء (مدینه)
ال همراه، ال مدینه یک منطقهٔ مسکونی در عربستان سعودی است که در استان مدینه واقع شده‌است.